# Đuro VI., kralj Ujedinjenog Kraljevstva
Đuro VI., rođen kao Albert Frederick Arthur George (Norfolk, 14. prosinca 1895. – Norfolk, 6. veljače 1952.), bio je kralj Ujedinjenog Kraljevstva i zemalja Commonwealtha te car Indije, od bratove abdikacije do svoje smrti.

## Životopis
Rođen je za vrijeme vladavine svoje prabake, kraljice Viktorije, kao drugi sin kraljevića Đure V i kraljevne Marije, tada vojvode i vojvotkinje od Yorka. Njegov otac je bio drugi sin Eduarda i Aleksandre, tada kraljevića i kraljevne od Walesa. Datum njegovog rođenja poklapao se s datumom smrti njegovog pradjeda, princa Alberta. Kraljica Viktorija je zato zatražila da njen novorođeni praunuk bude nazvan Albert. U trenutku rođenja Albert je bio četvrti u nasljednom nizu, iza svog djeda, oca i starijeg brata.
Godine 1910., devet godina nakon smrti kraljice Viktorije, umro je kralj Eduard VII., Đurin djed, te je Đurin otac postao kralj Đuro V., a najstariji mu brat postao je kraljević od Walesa.
Bio je bojažljivo i plašljivo dijete. Đurini roditelji bili su isključeni iz sinovog obrazovanja koje je bilo povjeravano raznim guvernatama, kao što je bio običaj među ondašnjom aristokracijom. Kao što je bilo uobičajeno među muškim članovima britanske kraljevske obitelji, Albert je završio vojnu školu.
Godine 1914. počeo je služiti vojsku u Prvom svjetskom ratu, ali je godine 1916. povučen zbog ulcerozne lezije želuca. Po završetku rata studirao je povijest i ekonomiju. Tada počinje preuzimati odgovornosti koje je nosio kao član kraljevske obitelji. Mijenjao je oca na turnejama i posjetima tvrtkama i rudnicima, te je zato postao poznat kao »Industrijski kraljević«. Nije, međutim, bio dobar u držanju govora, što ga je, zajedno s problemima s mucanjem i stidljivim karakterom, bacalo u sjenu starijeg brata.
Đuro je sebi, u vremenu kada se od kraljevića očekivalo da ožene kraljevne, dao popriličnu slobodu pri izboru mladenke. Godine 1920. upoznao je Elizabeth Bowes-Lyon, kćer 14. grofa od Strathmorea, koja je, usprkos svom podrijetlu od Roberta I. Škotskog i Henrika VII. Engleskog, prema britanskom zakonu smatrana običnom građankom. Elizabeth je odbila dvije prošnje, da bi na kraju pristala i udala se za njega 26. travnja 1923. godine u Westminsterskoj opatiji. Brak je smatran korakom prema modernizaciji monarhije i gledan je s odobravanjem naroda. Nakon vjenčanja, vojvoda i vojvotkinja od Yorka dobili su vlastitu rezidenciju u Londonu, gdje su živjeli relativno zatvoreno. Iz njihovog braka rođene su dvije kćeri: Elizabeta i Margareta.
Uz pomoć supruge riješio je problem mucanja i oslobodio se straha od držanja govora pred masama. Svoj prvi govor nakon uspješnih terapija održao je u Canberri, u Australiji.
Dana 20. siječnja 1936. godine umro je Đurin otac i kruna je automatski prešla u ruke njegovog brata, a Albert mu je bio presumirani nasljednik. Novi kralj, Eduard VIII., nije dobio podršku svojih savjetnika kada im je dao do znanja da namjerava oženiti svoju dotadašnju ljubavnicu, dva puta razvedenu Amerikanku Wallis Warfield. Kada mu je rečeno da britanski narod neće prihvatiti Amerikanku s dva živa bivša muža za svoju kraljicu, Eduard VIII. je odlučio abdicirati. Albert nije želio prihvatiti krunu, ali je, bez obzira na svoje želje, postao kralj 11. prosinca 1936. godine kada je njegov brat potpisao dokumente o svojoj abdikaciji.
Po dolasku na tron, dotadašnji Albert, uzeo je ime Đuro VI., u želji da označi kontinuitet vladavine svoga oca i da vrati povjerenje u monarhiju. Prva odluka novog kralja bila je da svom bratu i njegovoj ženi da titulu vojvode i vojvotkinje od Windsora, ali je odbio omogućiti svojoj novoj snasi oslovljavanje s etiketom kraljevsko veličanstvo.
Krunidba novog kraljevskog para održana je 12. svibnja 1937. godine, na datum koji je prvobitno bio određen za neodržanu krunidbu njegovog brata. Odmah nakon krunidbe kralj se s obitelji preselio u Buckinghamsku palaču, službenu rezidenciju britanskog monarha. Početak Đurine vladavine obilježen je osjećajem dolaska novog rata u Europi, pa je glavni kraljev cilj bio podržavanje antinacističke politike premijera Nevillea Chamberlaina i njegovih stavova prema Adolfu Hitleru.
Kraljevska obitelj, na inzistiranje kralja Đure i kraljice Elizabete, ostala u Londonu tijekom cijelog Drugog svjetskog rata. Predlagana je evakuaciju u Kanadu, ali kralj i kraljica su odbili, te odlučili ostati i pružati stalnu moralnu podršku britanskom narodu.
Đuro VI. je tijekom svoje vladavine doživio ubrzani raspad Britanskog Carstva. Bivši dominioni postali su suverena kraljevstva koja su sačinila krunske zemlje Commonwealtha. Iz Commonwealtha su tijekom Đurine vladavine izašli Jordan (1946. godine), Mianmar i Palestina (1948. godine), Irska (1949. godine) i Indija (1950. godine). Đuro se po izlasku Irske i Indije iz Commonwealtha odrekao titula kralja Irske (titule koju je uveo Henrik VIII.) i cara Indije (koju je uvela njegova prabaka Viktorija), te ostao posljednji nositelj tih titula.
Kraljevo zdravlje počelo se pogoršavati. Kao strastveni pušač obolio je od raka pluća i arterioskleroze. Umro je 6. veljače 1952. godine, a naslijedila ga je najstarija kći, Elizabeta II.
O kralju Đuri VI. snimljen je film The King's Speech (Kraljev govor) koji je dobio 4 Oscara.
| Prethodnik Eduard VIII. | Kralj Ujedinjenog Kraljevstva | Nasljednik Elizabeta II. |